# Ма Сіфань
Ма Сіфань (кит.: 馬希範; піньїнь: Mǎ Xīfàn; 899 — 30 травня 947) — третій правитель держави Чу періоду п'яти династій і десяти держав.

## Життєпис
Був четвертим сином засновника держави Ма Їня. Зійшов на престол 932 року після смерті свого брата Ма Сішена.
До 936 року Чу перебувала під сюзеренітетом Пізньої Тан, а після її падіння стала васалом Пізньої Цзінь.
938 року після смерті дружини Ма Сіфань почав більшість свого часу приділяти жінкам, пияцтву й розвагам.
946 року після повалення Пізньої Цзінь імператор Ляо Єлюй Яогу надав правителю Чу титул шанфу (尚父, «батько імперії»).
Наприкінці весни 947 року Ма Сіфань несподівано помер. Відповідно до наказу батька (Ма Їня) владу успадкував молодший брат Ма Сіфаня Ма Сіґуан, якому його попередник довіряв важливі державні справи задовго до своєї смерті.